# Neißeaue
Neißeaue (górnołuż. Nysowa łučina) – gmina w Niemczech, w kraju związkowym Saksonia, w powiecie Görlitz. Wchodzi w skład związku gmin Weißer Schöps/Neiße.
W skład gminy Neißeaue wchodzi 8 miejscowości; siedzibą jej władz jest Groß Krauscha. 

## Położenie
Gmina Neißeaue położona jest we wschodniej części Saksonii, przy granicy z Polską, nad Nysą Łużycką. Jest najbardziej wysuniętą na wschód gminą Niemiec. 
Od północy graniczy z gminą Rothenburg/O.L., od północnego zachodu z gminą Horka, od zachodu z gminą Kodersdorf, od południa z gminami Schöpstal i Görlitz, natomiast od wschodu z położoną w Polsce gminą Pieńsk. 

## Miejscowości
- Deschka
- Emmerichswalde
- Groß Krauscha
- Kaltwasser
- Klein Krauscha
- Neu Krauscha
- Zentendorf
- Zodel